# Justo Lukban
Justo Lukbán y Rilles (28 de mayo de 1863 – 2 de septiembre de 1927) fue un médico y político filipino. Miembro de la Asamblea Filipina (cámara baja de la legislatura establecida en 1902) y alcalde de Manila entre 1917 y 1920.
Justo Lukban nació en Labo, hoy parte de la provincia filipina de Camarines Norte. Era el segundo de los seis hijos de Agustín Lukbán y Andrea Rilles. Uno de sus tres hermanos fue el general Vicente Lukbán. Se matriculó en 1873 en el Colegio de San Juan de Letrán donde obtuvo el título de bachiller en Artes. Posteriormente, Lukban estudió medicina en la Universidad de Santo Tomás. En 1888 obtuvo su licencia médica y comenzó a ejercer la profesión en Manila.

## Revolución filipina y guerra filipino-estadounidense
Tras el estallido de la revolución filipina, Lukban se unió a la insurrección, al igual que su hermano Vicente. Se desempeñó como oficial médico. Tras la firma del Pacto de Biak-na-Bato el 15 de diciembre de 1897, Lukban partió hacia Hong Kong junto con Emilio Aguinaldo y otros líderes filipinos, donde vivieron en exilio voluntario. En agosto de 1898, Vincente Lukban lo nombró consejero de la Dirección Central de la Junta de Hong Kong. Después de su regreso a Filipinas en 1898, Lukban integró el Congreso de Malolos . Fue miembro del Consejo de Defensa y Ayuda y director de la Facultad de Medicina de la recién creada Universidad Literaria de Filipinas .
Se desempeñó como general en el sitio de Masbate el 19 de agosto de 1898. Autorizado a recaudar dinero para la causa revolucionaria, logró unos 20.200 pesos para el gobierno revolucionario. Cuando el Ejército Revolucionario de Filipinas fue derrotado en el centro de Luzón por los estadounidenses, Lukban fue uno de los negociadores de una rendición pacífica a los EE. UU. como miembro de la Asociación de Paz, que estaba dirigida por Pedro Paterno y Felipe Buencamino. Durante ese tiempo tuvo el grado de mayor. Después de su rendición, los estadounidenses lo nombraron inspector sanitario militar de Ambos Camarines.

## Carrera política
En 1902 Lukban fundó, junto con José María de la Viña, Albert Barreto y León María Guerrero, el Partido Demócrata, que se comprometía por la independencia de Filipinas por medios pacíficos. En mayo de 1903, Lukban acusó al Manila Jockey Club de infringir la Ordenanza Municipal, ya que afirmó que las carreras de caballos son un juego de azar y son crueles, sin beneficios para la cría de caballos. En 1906, Lukban era el editor del periódico La Independencia, comprometido por la autonomía de Filipinas.
En enero de 1907, Lukban se postuló para las elecciones de liderazgo del Partido Popular Independista, partidario de la independencia inmediata de los Estados Unidos. Para evitar una mayor división, Alberto Barretto y Justo Lukban fueron elegidos codirigentes del partido. El 12 de marzo de 1907, la Unión Nacionalista y los Independentistas se fusionaron para formar el Partido Nacionalista. Los Nacionalistas dividieron sus filas cuando Guerrero y Lukban, miembros del antiguo grupo Independista, fueron eliminados de la boleta a favor de  Dominador Gómez  y Felipe del Pan. En 1907, participó en  las elecciones  para la  Asamblea de Filipinas, por el primer Distrito Legislativo de Manila. Fue superador por Dominador Gómez. Guerrero y Lukban finalmente establecieron la Liga Nacional Independencia cuyo único propósito era disputar las elecciones de 1907. 
Lukban se postuló para la elección de presidente de la Asamblea, sin embargo, Gómez lo derrotó por 31 votos. Se descubrió que Gómez era ciudadano español y  se convocó una nueva elección para su escaño en la primera legislatura de Filipinas.  Gómez se postuló en las elecciones del 30 de marzo y defendió su escaño, superando a Lukban por un margen mayor de 425 votos. Sin embargo, el 18 de junio Gómez renunció a sus derechos a su escaño, por lo que se convocó a una segunda elección, resultando Lukbán electo para el puesto vacante el 11 de agosto de 1908. Al final de su mandato en 1909, fue reelegido. Esta vez, Gómez impugnó con éxito los resultados de las elecciones en los tribunales, porque Lukban no cumplió con el requisito de residencia de los candidatos dentro de su distrito legislativo. Lukban, a su vez, renunció el 26 de enero de 1911 y Gómez fue declarado el verdadero ganador de las elecciones de 1909 para el puesto vacante. 
El 16 de enero de 1917, Lukban fue nombrado tercer alcalde de Manila . Durante su mandato , que duraría hasta el 6 de marzo de 1920, se construyeron la  avenida Rizal y el Puente Jones. Durante su mandato intentó erradicar la prostitución en la capital. Siguiendo la sugerencia del entonces presidente de la Cámara, Sergio Osmeña, envió un grupo de 181 prostitutas a Dávao, Mindanao, del 16 al 25 de octubre de 1918. El caso causó controversia después de que la prensa filipina escribiera al respecto. En 1920, el Gobernador General de Filipinas, Leonard Wood, nombró a Lukban presidente de la Junta de Apelaciones.

## Vida posterior
Después de su retiro, vivió con su hija en la calle Zurbaran, Santa Cruz, Manila. Falleció el 2 de septiembre de 1927 a la edad de 64 años, de una dolencia cardíaca. Está enterrado en el Cementerio Norte de Manila.